# خوليو لوسادا
خوليو لوسادا (بالإسبانية: Julio Losada)‏ مواليد 16 يونيو 1950 في الأوروغواي، هو لاعب كرة قدم أوروغوياني سابق كان يلعب كمهاجم. سبق له أن لعب في كأس العالم لكرة القدم مع منتخب بلاده.

## المسيرة الاحترافية

### أندية لعب لها
- بنيارول
- نادي أولمبياكوس

## روابط خارجية
- خوليو لوسادا على موقع الاتحاد الدولي (مؤرشف)  (الإنجليزية)
- خوليو لوسادا على موقع قاعدة بيانات كرة القدم.إي يو (الإنجليزية)
- خوليو لوسادا على موقع ناشيونال فوتبول تيمز (الإنجليزية)
- خوليو لوسادا على موقع Soccerway.com (الإنجليزية)
- خوليو لوسادا على موقع عالم كرة القدم.نت (الإنجليزية)